# 特別民間法人
特別民間法人（とくべつみんかんほうじん）とは、民間の一定の事務・事業について公共上の見地からこれを確実に実施する法人を少なくとも一つ確保することを目的として設立された、以下の条件すべてに当てはまる民間法人（地方公共団体が設立主体となる法人を除く）である。
- 条件1：特別の法律により設立数を限定されている。
- 条件2：国が役員を任命しない。
- 条件3：国またはこれに準ずるものの出資がない。

2002年（平成14年）4月26日に閣議決定された特別の法律により設立される民間法人の運営に関する指導監督基準で整理された概念であり、同基準による監督対象となる法人の条件として上記の条件が設定された。同基準内では「特別の法律により設立される民間法人」と表現している。
特別民間法人の多くは、第二次臨時行政調査会第5次答申や特殊法人等改革基本法の特殊法人等整理合理化計画に基づく、特殊法人や認可法人の民間法人化により設立されている（日本水先人会連合会は水先法改正に伴う社団法人日本パイロット協会の改組により設立）。2023年（令和5年）4月1日の時点で34法人。

## 一覧
括弧内は、関連する特別な法律。

### 旧特殊法人
総務省関係
- 日本消防検定協会（消防法）
- 消防団員等公務災害補償等共済基金（消防団員等公務災害補償等責任共済等に関する法律）

厚生労働省関係
- 社会保険診療報酬支払基金（社会保険診療報酬支払基金法）

農林水産省関係
- 農林中央金庫（農林中央金庫法）

経済産業省関係
- 東京中小企業投資育成（中小企業投資育成株式会社法）
- 名古屋中小企業投資育成（同上）
- 大阪中小企業投資育成（同上）
- 高圧ガス保安協会（高圧ガス保安法、液化石油ガスの保安の確保及び取引の適正化に関する法律（LPガス法））
- 日本電気計器検定所（日本電気計器検定所法、計量法）

国土交通省関係
- 日本勤労者住宅協会（日本勤労者住宅協会法）

### 旧認可法人
警察庁関係
- 自動車安全運転センター（自動車安全運転センター法）

金融庁関係
- 日本公認会計士協会（公認会計士法）

財務省関係
- 日本税理士会連合会（税理士法）

総務省関係
- 危険物保安技術協会（消防法）
- 日本行政書士会連合会（行政書士法）

法務省関係
- 日本司法書士会連合会（司法書士法）
- 日本土地家屋調査士会連合会（土地家屋調査士法）

厚生労働省関係
- 中央労働災害防止協会（労働災害防止団体法）
- 建設業労働災害防止協会（同上）
- 陸上貨物運送事業労働災害防止協会（同上）
- 林業・木材製造業労働災害防止協会（同上）
- 港湾貨物運送事業労働災害防止協会（同上）
- 中央職業能力開発協会（職業能力開発促進法）
- 企業年金連合会（厚生年金保険法、確定給付企業年金法）
- 石炭鉱業年金基金（石炭鉱業年金基金法）
- 全国社会保険労務士会連合会（社会保険労務士法）

農林水産省関係
- 全国漁業共済組合連合会（漁業災害補償法）

経済産業省関係
- 日本商工会議所（商工会議所法）
- 全国商工会連合会（商工会法）
- 日本弁理士会（弁理士法）
- 全国中小企業団体中央会（中小企業等協同組合法、中小企業団体の組織に関する法律）

国土交通省関係
- 軽自動車検査協会（道路運送車両法、自動車重量税法、自動車損害賠償保障法）
- 日本小型船舶検査機構（船舶安全法）

### 新たに設立された法人
厚生労働省・国土交通省関係
- 全国健康保険協会（健康保険法、船員保険法）

国土交通省関係
- 日本水先人会連合会（水先法）